# Hille Sonderlants
Hille Sonderlants (geboren in Kleve; gestorben 25. Januar 1445 in Gent) war eine niederländische Ordensfrau im Kloster Diepenveen und Priorin in mehreren weiteren Klöstern.

## Leben
Nach ihrer Biografie im Schwesternbuch des Klosters Diepenveen war Hille Sonderlants die Tochter reicher Eltern. Als junges Mädchen war sie eine „verspielte Begine“ gewesen. Danach lebte sie im Meester-Geertshuis in Deventer. Sie gehörte zu den ersten Schwestern im neuen Kloster Diepenveen, welches von Johan Brinckernick gegründet worden war. Sie war die Priorin des Klosters als im Jahr 1408 beschlossen wurde, das Kloster offiziell dem Kapitel von Windesheim anzuschließen. Ihre Nachfolgerin als Priorin wurde 1412 Salome Sticken. Sonderlants wurde in jenem Jahr nach Amsterdam geschickt, um im Kloster Mariënveld die Windesheimer Regel einzuführen. Nach zwölf Jahren wurde sie abgesetzt und kehrte als Schwester nach Diepenveen zurück. Danach wurde sie zum Kloster Klaarwater in der Nähe von Hattem geschickt. Dort sollte sie bei der Reform helfen. Sie war nicht zufrieden mit der Umsetzung und als einige Schwestern zum Nijeklooster in Friesland aufbrachen, begleitete Hille Sonderlants sie dorthin. Im Nijeklooster traten mehrere Schwestern zum Zisterzienserorden über. Hille blieb der Windesheimer Philosophie treu  und kehrte nach einigen Jahren nach Diepenveen zurück. 1431 wurde sie Priorin des Klosters Galilea in Gent, wo ihr Alijt Bake nachfolgte. Hille Sonderlants starb am Fest der Bekehrung des Paulus, dem 25. Januar 1445 in Gent.